# رؤوس الجغرافية الكبرى

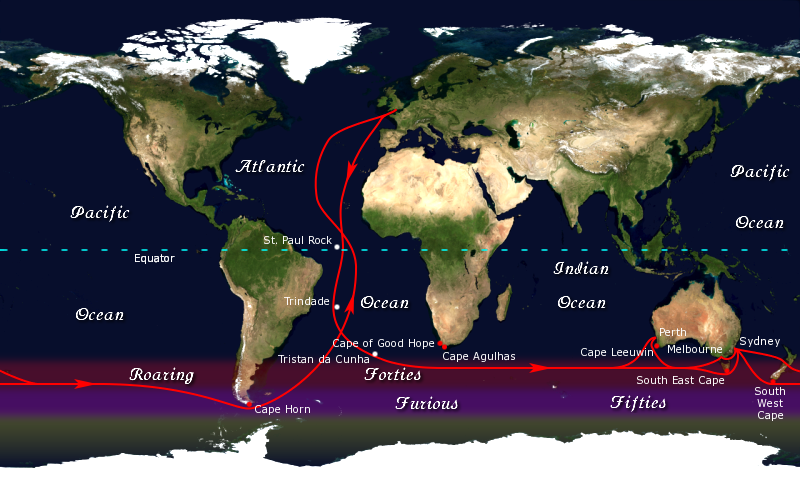
طريق المقص من المملكة المتحدة إلى أستراليا ونيوزيلندا عن طريق الرؤوس الكبرى

الرؤوس الكبرى هي ثلاثة الرؤوس جغرافيّة رئيسية أقصى جنوب القارات تمتد في المحيط الجنوبي، وهي رأس الرجاء الصالح في أفريقيا، وكيب ليوين في أستراليا، وكيب هورن في أمريكا الجنوبية.

## الرؤوس الجنوبية الثلاث
- رأس الرجاء الصالح في أقصى جنوب قارة أفريقيا
- كيب ليوين في أقصى غرب أستراليا
- كيب هورن في أقصى جنوب قارة أمريكا الجنوبية

## الرؤوس الخمس الجنوبية
ثمة رؤوس جنوبية أخرى، تشكل نقاط عبور كبيرة إلى المحيطات الجنوبية. تشير الرؤوس الخمس الأقصى جنوباً إلى أبعد نقاط عن بر رئيسي أو جزيرة كبيرة على الأرض من الناحية الجغرافية.
دار البحارة حول هذه الرؤوس الخمس الواقعة أقصى جنوب القارات خلال مساراتهم الملاحية للوصول إلى أهدافهم
| الرأس               | الموقع       | الإحداثيات                                      | ملاحظات |
| ------------------- | ------------ | ----------------------------------------------- | --- |
| كايب هورن           | تشيلي        | 55°58′45″S 067°16′30″W / 55.97917°S 67.27500°W  | جزيرة هورنوس؛ أقصى نقطة في جزر أرض النار في أمريكا الجنوبية ونقطة التقسيم الرسمية بين المحيط الأطلسي والمحيط الهادئ. تبعد حوالي 2 درجة من خط العرض جنوب راس فرووارد في تشيلي وهو أقصى نقطة في البر الرئيسي في أمركيا الجنوبية، في مضيق ماجلان.                   |
| رأس أقولاس          | جنوب أفريقيا | 34°50′00″S 20°00′00″E / 34.83333°S 20.00000°E   | من اللغة البرتغالية "كابو داس أغولاس" والتي تعني "رأس الإبر"؛ يقع أقصى نقطة جنوب أفريقيا، وهو النقطة الفاصلة الرسمية بين المحيط الأطلسي والمحيط الهندي. يبعد حوالي 29 دقيقة عرضية جنوب رأس الرجاء الصالح.                                                        |
| وست كيب هاو         | أستراليا     | 35°8′0″S 117°38′15″E / 35.13333°S 117.63750°E   | تضم ثلاثة رؤوس، حيث يكون رأس توراي أقصى نقطة في أقصى جنوب البر الرئيسي في أستراليا الغربية. وهو أبعد بـ 46 درجة جنوباً من كيب ليوين. |
| الراس الجنوب الشرقي | أستراليا     | 43°38′30″S 146°49′45″E / 43.64167°S 146.82917°E | أقصى نقطة جنوب جزيرة تاسمانيا على بعد 4° 30′ جنوباً من نقطة الجنوبية في شبه جزيرة ويلسون برومونتوري، في فيكتوريا (أستراليا). وهذه الرأس هي أقصى جنوب البر الرئيسي لأستراليا، على الجانب الشمالي من مضيق باس الذي يفصل تاسمانيا عن البر الرئيسي لجنوب شرق أستراليا |
| راس الجنوبي         | نيوزيلندا    | 47°17′15″S 167°32′15″E / 47.28750°S 167.53750°E | أقصى نقطة إلى الجنوب من جزيرة ستيوارت وأقصى نقطة جنوبية في الجزر النيوزيلندية الرئيسية. |